# Музей герцога Антона Ульриха

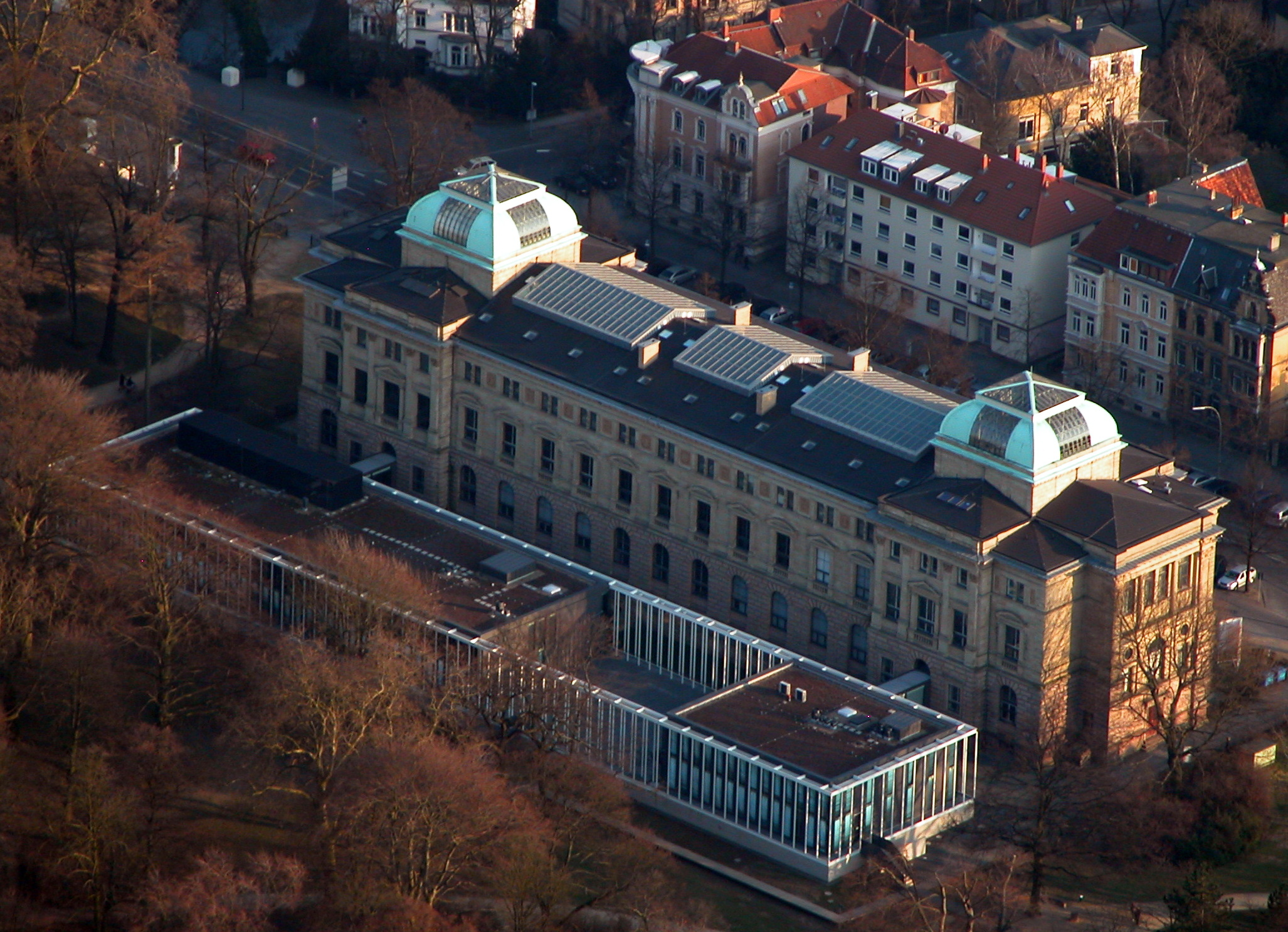
Музей с высоты птичьего полёта

Музей герцога Антона Ульриха (Herzog Anton Ulrich-Museum) — картинная галерея старых мастеров, собранная правителями Брауншвейга из рода Вельфов. Один из старейших общедоступных музеев Европы, отметивший в 2004 году своё 250-летие. Расположен в центре немецкого города Брауншвейг.
Ядро коллекции составил Антон Ульрих Брауншвейг-Вольфенбюттельский (1633—1714), один из первых «просвещённых деспотов» Европы, прадед царя Петра II. Он не скупился на покупку картин и статуй для украшения своей новой загородной усадьбы Зальцдалум (снесена в начале XIX века по приказу вестфальского короля Жерома).
Сделать музей общедоступным посоветовал князю Даниэль де Супервиль (основатель Эрлангенского университета). Собрание открылось для публики в 1754 году, всего лишь через год после основания Британского музея. В коллекции представлены такие мастера Северной Европы, как Кранах, Гольбейн, ван Дейк, Рубенс, Рембрандт, Вермеер, Лун. Собрание майолики Вельфов считалось в то время богатейшим к северу от Альп. Уникальный экспонат музея — рукописная «Книга нарядов» Маттеуса Шварца.
Во время наполеоновских войн французы не церемонились с коллекциями мелких князей Германии и вывозили приглянувшиеся им шедевры в Лувр. По окончании боевых действий Вельфам удалось добиться реституции утраченных ценностей. В XIX веке всеевропейскую славу приобрёл гравюрный кабинет с богатым собранием эстампов и графики, а минеральный кабинет герцога дал начало Музею естествознания в Брауншвейге.
С 1887 года художественный музей помещается в неоренессансном здании, возведённом специально для его размещения архитектором Оскаром Зоммером. Средневековые экспонаты в настоящее время выставляются в замке Данквардероде.

Шедевры коллекции
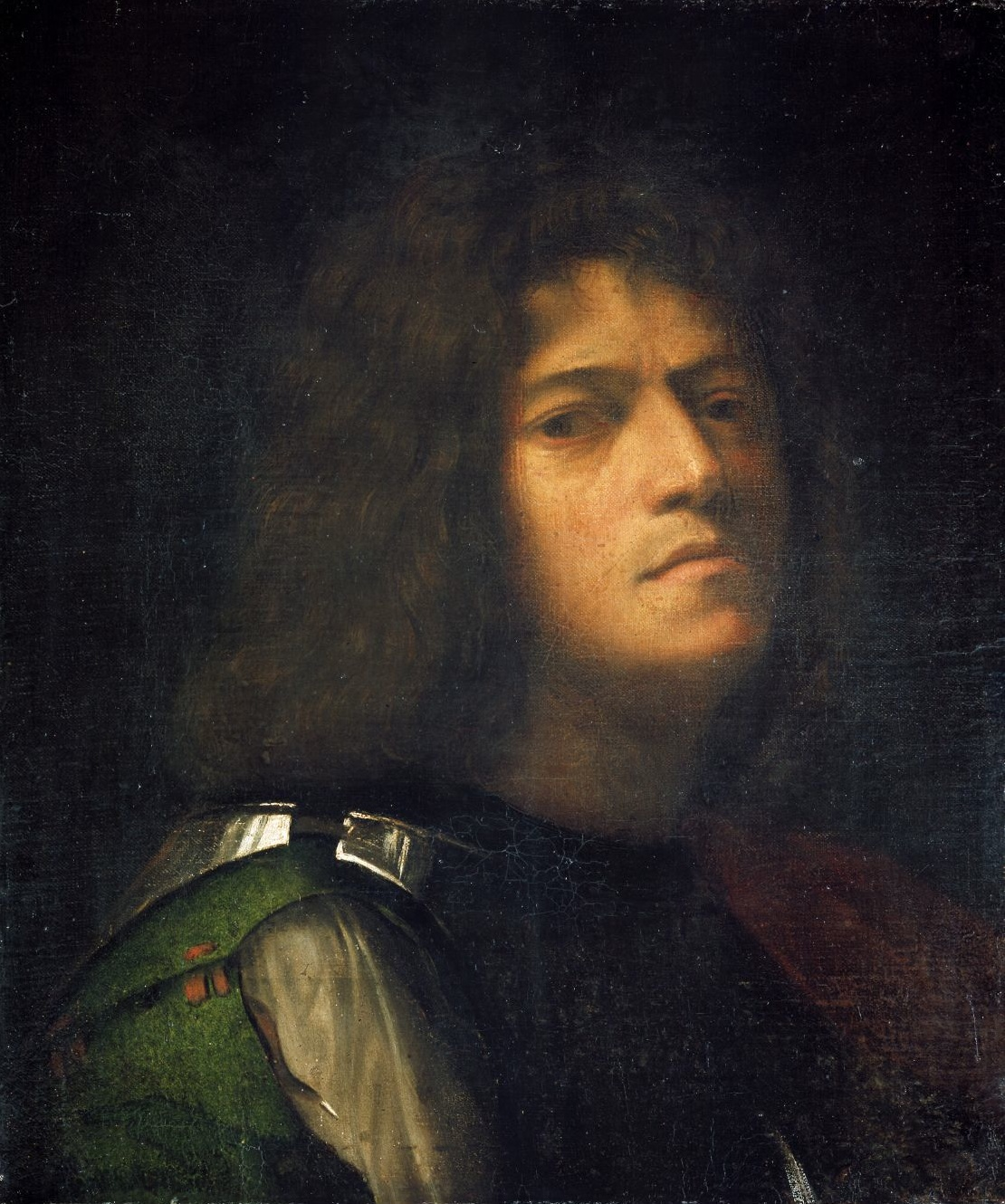
Предполагаемый автопортрет Джорджоне.
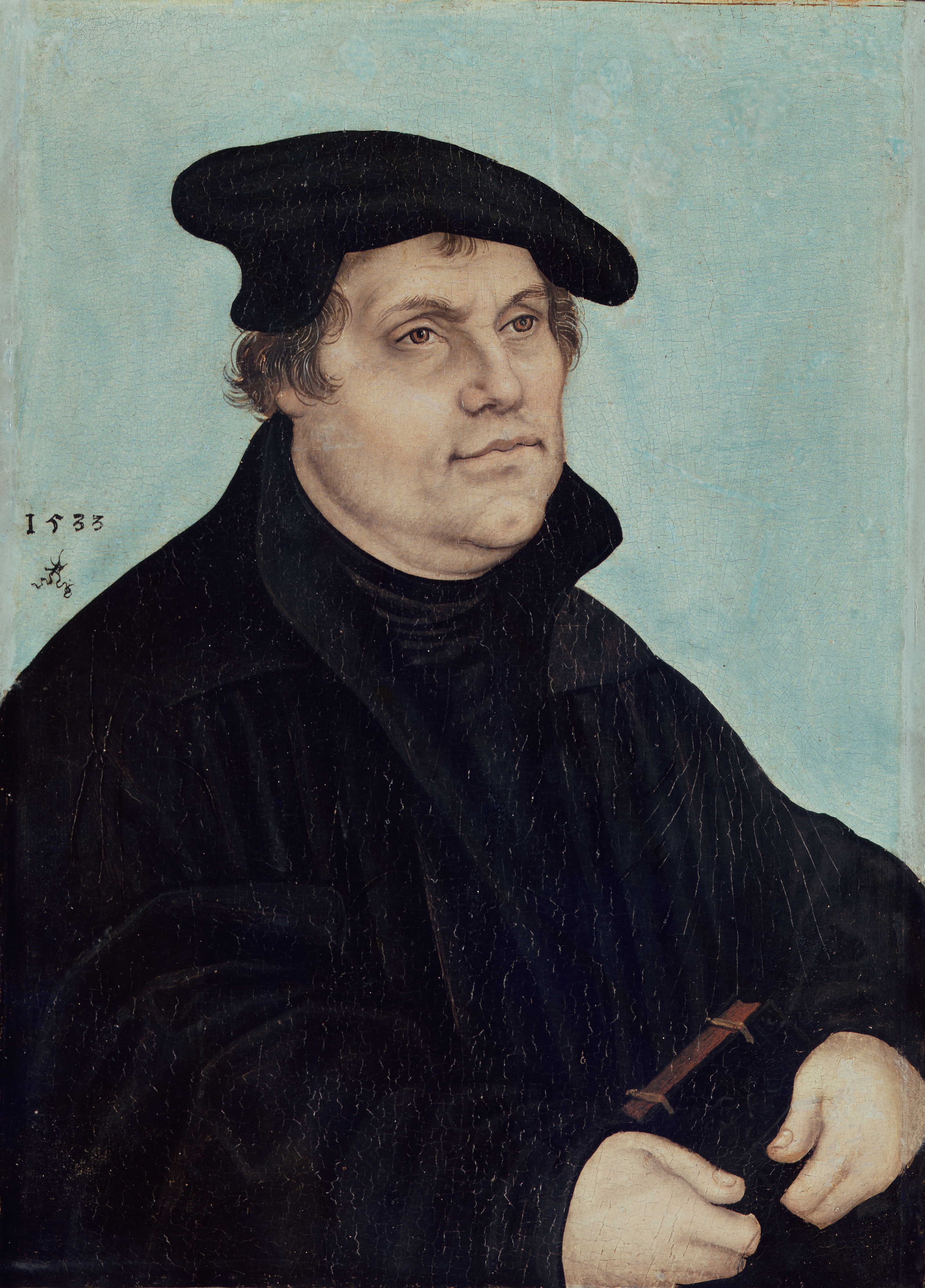
Кранах. Портрет Мартина Лютера.
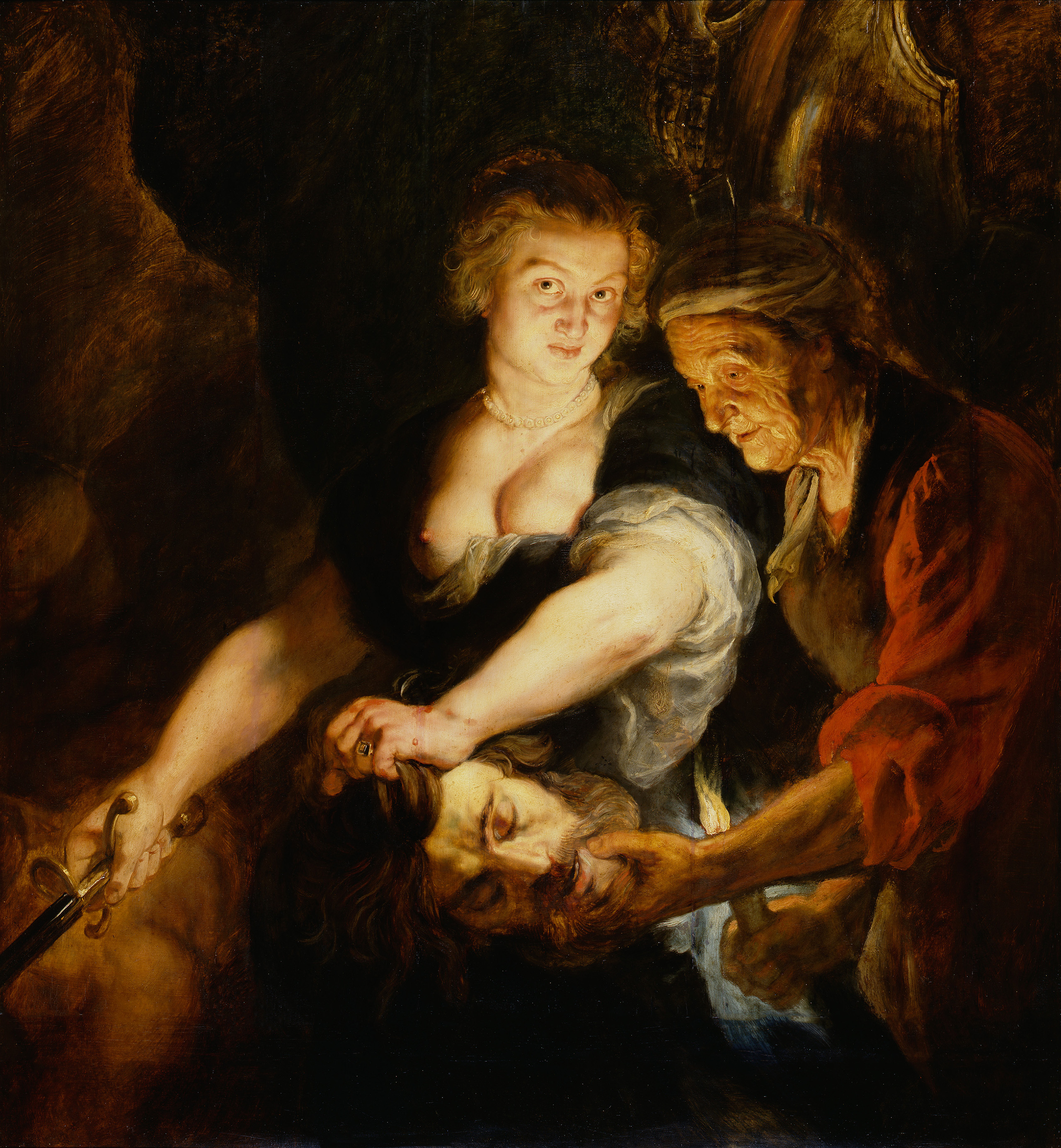
«Юдифь» Рубенса.
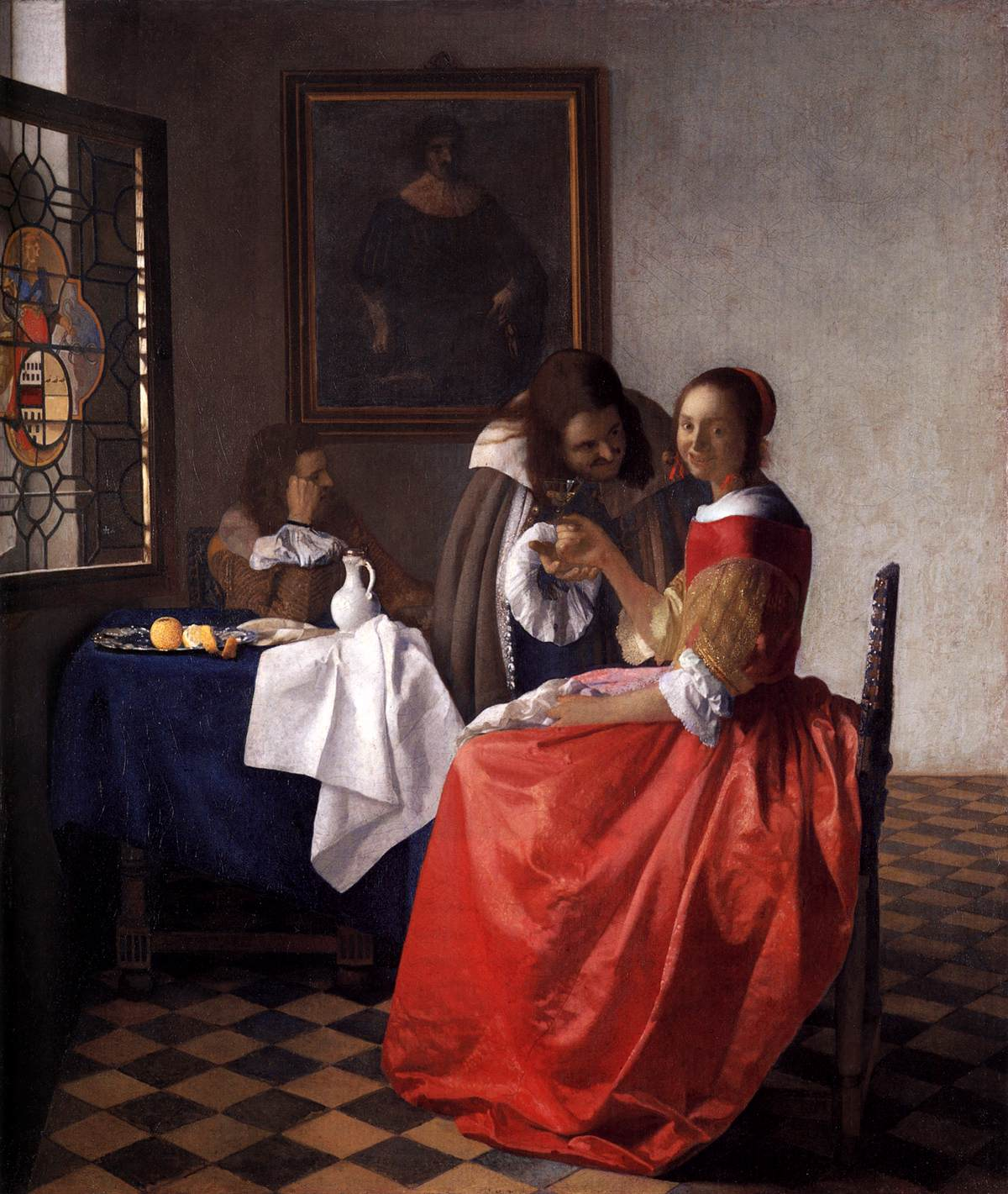
Вермеер. «Девушка с бокалом вина».
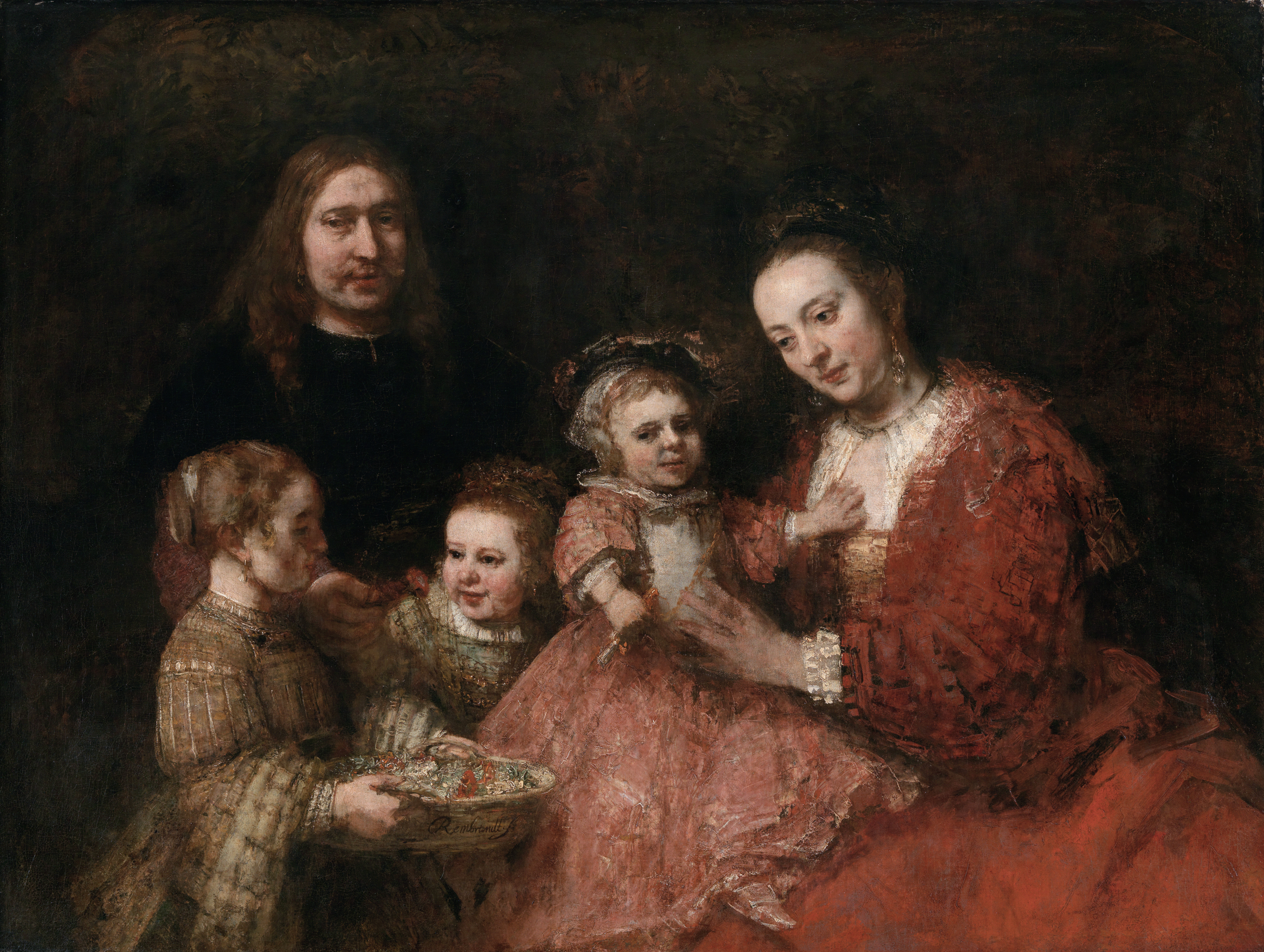
Одна из последних работ Рембрандта.